# Theaterakademie Helsinki
Die Theaterakademie Helsinki (finn.: Teatterikorkeakoulu; schwed.: Teaterhögskolan) ist Finnlands einzige Hochschule für Darstellende Künste. Die Theaterakademie Helsinki entstand 1979 aus einem Zusammenschluss der Suomen Teatterikoulu mit der Svenska Teaterskolan.
Anfang 2013 fusionierte die Theaterakademie zusammen mit der Kunstakademie Helsinki und der Sibelius-Akademie zur Universität der Künste Helsinki.

## Akademieleiter
- Eero Melasniemi 1979–1982
- Jouko Turkka 1983–1985
- Outi Nyytäjä 1985–1987
- Maija-Liisa Márton 1988–1990
- Raila Leppäkoski 1990–1991
- Kari Rentola 1991–1997
- Lauri Sipari 1997–2005
- Paula Tuovinen 2005–2014
- Maarit Ruikka 2014–

## Bekannte Absolventen
- Pauliina Feodoroff (* 1977), Regisseurin
- Mia Hafrén (* 1974), Sängerin
- E. L. Karhu (* 1982), Schriftstellerin
- Milja Sarkola (* 1985)
- Seela Sella (* 1936), Schauspielerin
- Linda Wallgren (* 1988)

## Studiengänge
Die Theaterakademie bietet im Bereich Tanzen und Theater den besten Unterricht in Finnland an und ist auch in der Forschung auf diesen Gebieten aktiv. An der Theaterakademie kann man mit dem Bachelor sowie Master absolvieren und im Schauspiel auf Finnisch und Schwedisch promovieren, ebenso in Dramaturgie, Tanzkunst (Tanz und Choreografie), Bühnentechnik sowie in Tanz- und Theaterpädagogik. Elf Studiengänge sowie etliche Weiterbildungskurse werden zurzeit angeboten. An der Theaterakademie studieren rund 400 Studenten. Ein Absolvent der Theaterakademie trägt entweder den Titel Magister der Theaterkünste oder Magister der Tanzkünste.
Die Theaterakademie ist seit dem Gründungsjahr 1979 eine Hochschule für Schauspiel, ab 1983 für Tanz, von 1986 an für Beleuchtung und Sound Design und seit 2001 auch für die Präsentation von Kunst. Als Rektor amtiert gegenwärtig die Tänzerin und Choreographin Paula Tuovinen (Magister der Philosophie) und als Vizerektor der schwedischsprachige Professor des Schauspiels Erik Söderblom. Die Theaterakademie gibt die Zeitschrift Teatterikorkea-lehti heraus.
Die Theaterakademie inszeniert jährlich etwa 40 Erstaufführungen. Die Aufführungen sind öffentlich, genauere Angaben dazu enthält die Internetseite der Theaterakademie.

## Lage
Die Räumlichkeiten der Theaterakademie befinden sich in der Haapaniemenkatu 6 (TeaK-Kookos) und in der  Lintulahdenkatu 3 (Bühnentechnik, Licht und Akustik) im Helsinkier Stadtteil Sörnäinen. Die Gebäude in der Haapaniemenkatu wurden im Jahre 2000 in Betrieb genommen, und der Campus in der Lintulahdenkatu wird seit dem Jahre 2007 genutzt. Als Hauptgebäude haben früher die Seifen- und Margarinefabrik in der Haapaniemenkatu als auch die Fahrstuhlfabrik der Firma Kone fungiert. In den Räumlichkeiten gibt es einen großen Theatersaal für Aufführungen und eine große auf darstellende Kunst spezialisierte Bibliothek. Die Räumlichkeiten in der Lintulahdenkatu befinden sich in einem ehemaligen Lagergebäude der Firma Elanto.